# Equívoco (falacia)
El equívoco o antanaclasis ('usar el mismo término para denominar varios conceptos') es una falacia lógica informal. Es el uso engañoso de un término con más de un significado o sentido (sin aclarar qué significado se pretende emplear en un momento determinado). Por lo general, ocurre con las palabras polisémicas ('palabras con varios significados').
Aunque en el lenguaje común se utiliza en varios contextos, se habla de equívoco como falacia solo cuando el que argumenta hace que una palabra o frase empleada en su argumentación con dos (o más) sentidos diferentes parezca tener siempre el mismo significado. Por tanto, es distinta de la ambigüedad (semántica), que implica que el contexto no deja claro el significado de la palabra o frase, y de la anfibología (o ambigüedad sintáctica), que se refiere a una estructura ambigua de la frase debido a la puntuación o la sintaxis. Un caso común de equívoco es el uso falaz de un término varias veces en un silogismo ('cadena lógica de razonamiento') usando el término con un significado diferente cada vez.

## Ejemplo
1. Todos los burros tienen orejas largas.
2. Juan es un burro.
3. Por lo tanto, Juan tiene orejas largas.

Aquí el equívoco es el uso metafórico de «burro» para dar a entender que es una persona estúpida o grosera en lugar del animal burro.